# Galium scabrum
Galium scabrum är en måreväxtart som beskrevs av Carl von Linné. Galium scabrum ingår i släktet måror, och familjen måreväxter. Inga underarter finns listade i Catalogue of Life.